# Raúl Castrillo
Castrillo  Sedano est un nom espagnol. Le premier nom de famille, en général paternel, est Castrillo ; le second, en général maternel, souvent omis, est Sedano.
Raúl Castrillo Sedano, né le 3 décembre 1996 à Santo Domingo de Silos (es), est un coureur cycliste espagnol, membre de l'équipe Telco.m Ederlan Frenkit.

## Biographie
Originaire de Santo Domingo de Silos dans la province de Burgos, Raúl Castrillo commence tout d'abord le cyclisme en compétition dans le domaine du VTT. Il est notamment champion de Castille-et-León junior dans la discipline en 2014. 
En 2016, il intègre l'équipe asturienne Ciudad de Oviedo. Au cours de l'année, il s'adjuge une épreuve de la Coupe d'Espagne de VTT, organisée à Lleida. Il dispute également ses premières compétitions sur route avec sa nouvelle formation, se classant entre autres huitième du championnat de Castille-et-León du contre-la-montre. À l'issue de cette saison, il est recruté par l'équipe continentale Burgos BH.

## Palmarès en VTT
- 2014
  - Champion de Castille-et-León juniors
- 2016
  - Coupe d'Espagne - Lleida